# 加蓬副南麗魚
加蓬副南麗魚，為輻鰭魚綱鱸形目隆頭魚亞目慈鯛科的其中一種，分布於非洲加彭奧克維河的支流流域，體長可達8公分，棲息在森林覆蓋的小溪，生活習性不明。

## 擴展閱讀
維基物種上的相關：加蓬副南麗魚